# Renazé
Renazé és un municipi francès situat al departament de Mayenne i a la regió de País del Loira. L'any 2007 tenia 2.731 habitants.

## Demografia

### Població
El 2007 la població de fet de Renazé era de 2.731 persones. Hi havia 1.237 famílies de les quals 455 eren unipersonals (160 homes vivint sols i 295 dones vivint soles), 465 parelles sense fills, 272 parelles amb fills i 45 famílies monoparentals amb fills.
La població ha evolucionat segons el següent gràfic:
Habitants censats

### Habitatges
El 2007 hi havia 1.428 habitatges, 1.246 eren l'habitatge principal de la família, 38 eren segones residències i 144 estaven desocupats. 1.177 eren cases i 215 eren apartaments. Dels 1.246 habitatges principals, 832 estaven ocupats pels seus propietaris, 406 estaven llogats i ocupats pels llogaters i 8 estaven cedits a títol gratuït; 34 tenien una cambra, 108 en tenien dues, 263 en tenien tres, 367 en tenien quatre i 474 en tenien cinc o més. 784 habitatges disposaven pel capbaix d'una plaça de pàrquing. A 630 habitatges hi havia un automòbil i a 334 n'hi havia dos o més.

### Piràmide de població
La piràmide de població per edats i sexe el 2009 era:
| Homes | Edats   | Dones |
| ----- | ------- | ----- |
| 4     | 95 o +  | 8     |
| 4     | 90 a 94 | 8     |
| 44    | 85 a 89 | 56    |
| 12    | 80 a 84 | 48    |
| 88    | 75 a 79 | 112   |
| 76    | 70 a 74 | 140   |
| 92    | 65 a 69 | 76    |
| 72    | 60 a 64 | 80    |
| 72    | 55 a 59 | 56    |
| 88    | 50 a 54 | 128   |
| 96    | 45 a 49 | 100   |
| 84    | 40 a 44 | 80    |
| 60    | 35 a 39 | 76    |
| 60    | 30 a 34 | 56    |
| 60    | 25 a 29 | 72    |
| 104   | 20 a 24 | 88    |
| 104   | 15 a 19 | 100   |
| 92    | 10 a 14 | 80    |
| 64    | 5 a 9   | 80    |
| 72    | 0 a 4   | 56    |

## Economia
El 2007 la població en edat de treballar era de 1.519 persones, 1.091 eren actives i 428 eren inactives. De les 1.091 persones actives 982 estaven ocupades (504 homes i 478 dones) i 109 estaven aturades (49 homes i 60 dones). De les 428 persones inactives 187 estaven jubilades, 97 estaven estudiant i 144 estaven classificades com a «altres inactius».

### Ingressos
El 2009 a Renazé hi havia 1.213 unitats fiscals que integraven 2.660,5 persones, la mediana anual d'ingressos fiscals per persona era de 15.095 €.

### Activitats econòmiques
Dels 115 establiments que hi havia el 2007, 1 era d'una empresa extractiva, 3 d'empreses alimentàries, 1 d'una empresa de fabricació de material elèctric, 7 d'empreses de fabricació d'altres productes industrials, 16 d'empreses de construcció, 30 d'empreses de comerç i reparació d'automòbils, 3 d'empreses de transport, 12 d'empreses d'hostatgeria i restauració, 8 d'empreses financeres, 6 d'empreses immobiliàries, 8 d'empreses de serveis, 12 d'entitats de l'administració pública i 8 d'empreses classificades com a «altres activitats de serveis».
Dels 32 establiments de servei als particulars que hi havia el 2009, 1 era una oficina de correu, 3 oficines bancàries, 1 funerària, 4 tallers de reparació d'automòbils i de material agrícola, 1 taller d'inspecció tècnica de vehicles, 1 autoescola, 1 paleta, 3 guixaires pintors, 1 fusteria, 5 lampisteries, 4 perruqueries, 4 restaurants i 3 agències immobiliàries.
Dels 13 establiments comercials que hi havia el 2009, 1 era un supermercat, 1 una gran superfície de material de bricolatge, 1 una botiga de menys de 120 m², 2 fleques, 1 una carnisseria, 1 una llibreria, 2 botigues de roba, 1 una botiga d'electrodomèstics, 2 botigues de material esportiu i 1 una floristeria.
L'any 2000 a Renazé hi havia 29 explotacions agrícoles que ocupaven un total de 940 hectàrees.

## Equipaments sanitaris i escolars
El 2009 hi havia 1 hospital de tractaments de curta durada, 1 hospital de tractaments de mitja durada (seguiment i rehabilitació), 1 un hospital de tractaments de llarga durada, 2 farmàcies i 1 ambulància.
El 2009 hi havia 1 escola maternal i 2 escoles elementals. Renazé disposava d'un col·legi d'educació secundària amb 184 alumnes.

## Poblacions més properes
El següent diagrama mostra les poblacions més properes.